# گوند اسوان

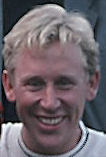
گوند اسوان در سال ۱۹۹۴

گوند اسوان ورزشکار مرد رشتهٔ اسکی صحرانوردی اهل کشور سوئد است. وی در بین سال‌های ‎۱۹۸۴ تا ۱۹۸۸ میلادی در مسابقات بازی‌های المپیک زمستانی در مجموع ۶ مدال، شامل ۴ مدال طلا و ۱ نقره و ۱ برنز را کسب کرد.